# Жуков, Никифор Никифорович
Никифор Никифорович Жуков (1931—2012) — советский передовик производства, бригадир комплексной бригады Шиткинского леспромхоза Чунского района Иркутской области, Герой Социалистического Труда (1973).

## Биография
Родился 22 марта 1931 года в деревне Кемчино, Тайшетского района Восточно-Сибирского края. 
С 1942 года, в период Великой Отечественной войны, Н. Н. Жуков в возрасте девяти лет, начал свою трудовую деятельность в колхозе имени С. М. Кирова Тайшетского района, за ударную работу в период войны многократно поощрялся руководством колхоза. 
С 1951 года после окончания школы механизаторов работал трактористом в своём колхозе. С 1951 по 1954 годы проходил военную службу в рядах Пограничных войск НКВД СССР, служил пограничных частях Белорусской ССР. С 1954  по 1960 годы  работал объездчиком Шиткинского лесного хозяйства. С 1960 года начал работать  трактористом, с 1961 года — бригадиром малой комплексной механизированной бригады, позже был назначен — бригадиром борльшой комплексной механизированной бригады Шиткинского лесного промышленного хозяйства Тайшетского района Иркутской области.
Для обучению передовым опытом по заготовке древесины, прошёл курсы подготовки в Тюменской области у Дважды Героя Социалистического Труда П. В. Попова.
7 мая 1971 года  Указом Президиума Верховного Совета СССР «за высокие трудовые достижения»  Никифор Никифорович Жуков был награждён Орденом Трудового Красного Знамени.
8 января 1974 года  Указом Президиума Верховного Совета СССР «за выдающиеся успехи в выполнении и перевыполнении планов 1973 года и принятых социалистических обязательств»  Никифор Никифорович Жуков был удостоен звания Героя Социалистического Труда с вручением Ордена Ленина и золотой медали «Серп и Молот».
Помимо основной деятельности занимался и общественно-политической работой: многократно избирался членом Иркутского областного комитета КПСС. В 1976 году был делегатом ХХV съезда КПСС. 
В 1986 году вышел на заслуженный отдых, жил в город Усть-Илимск Иркутской области. 
Скончался в 2012 году. 

## Награды
- Медаль «Серп и Молот» (08.01.1974)
- Орден Ленина (08.01.1974)
- Орден Трудового Красного Знамени (07.05.1971)
- Медаль «В ознаменование 100-летия со дня рождения Владимира Ильича Ленина»